# Józef Skarbek Malczewski

Herb rodziny Malczewskich – Abdank

Józef Skarbek Malczewski herbu Abdank (ur. ok. 1684, zm. 12 września 1757) – kasztelan biechowski.

## Rodzina
Urodził się w rodzinie Konstantego (zm. 1707), burgrabiego ziemskiego kcyńskiego i Ostrowskiej, córki pisarza grodzkiego bydgoskiego. Do rodzeństwa Józefa, należał Maciej Skarbek Malczewski (zm. 1769), kasztelan santocki.
Józef poślubił Teodorę Sobocką w 1719 roku.

## Pełnione urzędy
Pełnił urząd komornika poznańskiego w 1727 roku, następnie podstolego wschowskiego 1736 i podsędka ziemskiego poznańskiego (1740-1742). Urząd kasztelana biechowskiego piastował od 7 czerwca 1752 roku.